# 竹篙灣燃氣輪機發電廠
竹篙灣燃氣輪機發電廠（英語：Penny's Bay Gas Turbine Power Station）位於香港大嶼山東部竹篙灣榮欣路，於1990年8月動工，總承建商為熊谷組，1992年開始投產，屬於尖峰負載的中電後備機組，由中華電力有限公司（70%權益）及南方電網（30%權益）共同持有。
發電廠設有3台100MW單循環燃氣渦輪機，總發電量300MW。機組以柴油運作，能夠在12分鐘內投入運行。

## 參看
- 中電控股

## 外部連結
- 竹篙灣燃氣輪機發電廠 - 中電 （页面存档备份，存于）